# Guillaume Voiriot

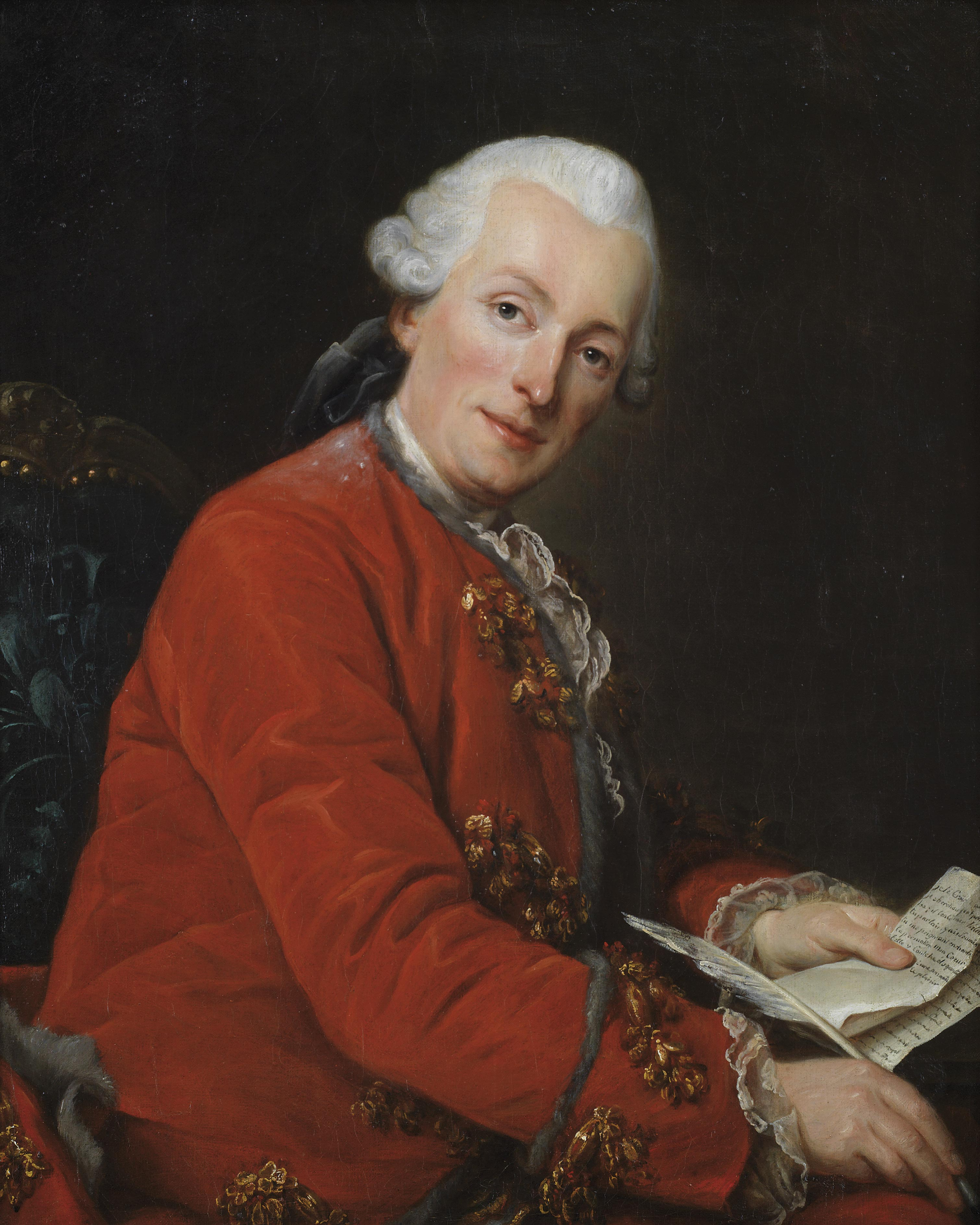
Retrato del poeta Charles-Pierre Colardeau, óleo sobre lienzo, 73 x 59,2 cm, Bilbao, Museo de Bellas Artes de Bilbao.

Guillaume Voiriot (París, 1712-1799) fue un pintor francés, especializado en retratos.
Hijo de un escultor de obras reales, se inició en la pintura de retratos al pastel en la Academia de San Lucas. De 1746 a 1749 prosiguió sus estudios en la academia de Francia en Roma. De regreso en París, tras pasar algún tiempo en Turín, expuso retratos al óleo y al pastel en 1752 y 1753 en los salones de San Lucas. En 1759 ingresó en la Académie royale de peinture et de sculpture con los retratos de otros dos pintores: Jean-Marc Nattier y Jean-Baptiste Marie Pierre. A partir de ese momento y hasta 1771 expuso con regularidad en los salones de París y recibió encargos para Rouen y Normandía. En el salón de 1771 presentó el retrato del poeta Charles-Pierre Colardeau, ahora conservado en el Museo de Bellas Artes de Bilbao, buen ejemplo de su estilo retratístico, despojado de artificiosidad. Tras ese año no dejará de pintar retratos de familiares, científicos, músicos y hombres de letras a los que supo dotar de cierto aire intimista, pero reducirá su presencia en los salones, ocupado cada vez más en tareas administrativas.
El catálogo de sus obras, reunido por Catherine Voiriot, recoge sesenta y siete obras conservadas, ocho más conocidas gracias a la estampa y treinta y siete más mencionadas por las fuentes, entre ellas algunas copias tempranas de Georges de la Tour.